# (37619) 1993 OJ6
1993 OJ6 (asteroide 37619) é um asteroide da cintura principal. Possui uma excentricidade de 0.06013850 e uma inclinação de 9.64496º.
Este asteroide foi descoberto no dia 20 de julho de 1993 por Eric Walter Elst em La Silla.